# مسجد المنطقة الفدرالية
مسجد المنطقة الفدرالية هو مسجد كبير يقع في كوالالمبور عاصمة ماليزيا، يقع المسجد بالقرب من مجمع ماتراد ومجمع الحكومة الاتحادية قبالة جالان دوتا.

## التاريخ
شيد المسجد في كوالالمبور بين أعوام 1998 وعام 2000، يقع المسجد على موقع مساحته خمسة هكتار بالقرب من مجمع المكتب الحكومي على طول جالان دوتا، وافتتح مسجد المنطقة الفدرالية في الخامس والعشرين من شهر أكتوبر عام 2000، المسجد من بين 44 مسجد بنتها الحكومة الماليزية داخل حدود العاصمة كوالالمبور، يمكن للمسجد أن يستوعب ما مجموعه 17،000 مصلي في وقت واحد .

## العمارة
تصميم المسجد هو مزيج من الطرز المعماري العثماني والطراز المعماري في الملايو، تأثر بناء المسجد تأثرا كبيرا بالمسجد الأزرق في اسطنبول في تركيا، يحتوي المسجد على 22 قبه مصنوعة من مادة مركبة من نسيج الألياف الزجاجية المختلطة مع راتنجات الايبوكسي لجعله دائم مشع بالضوء.

## الصور

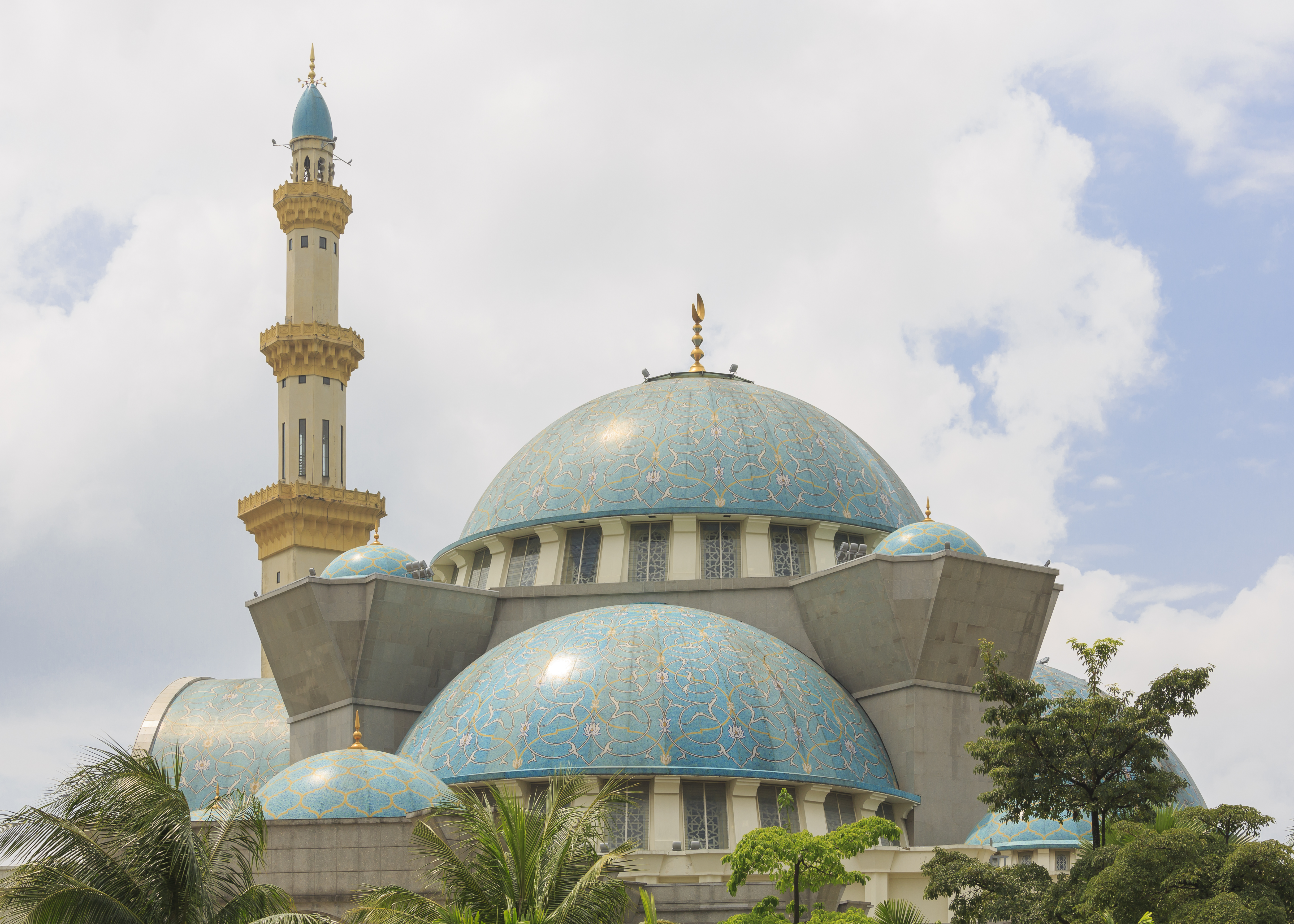
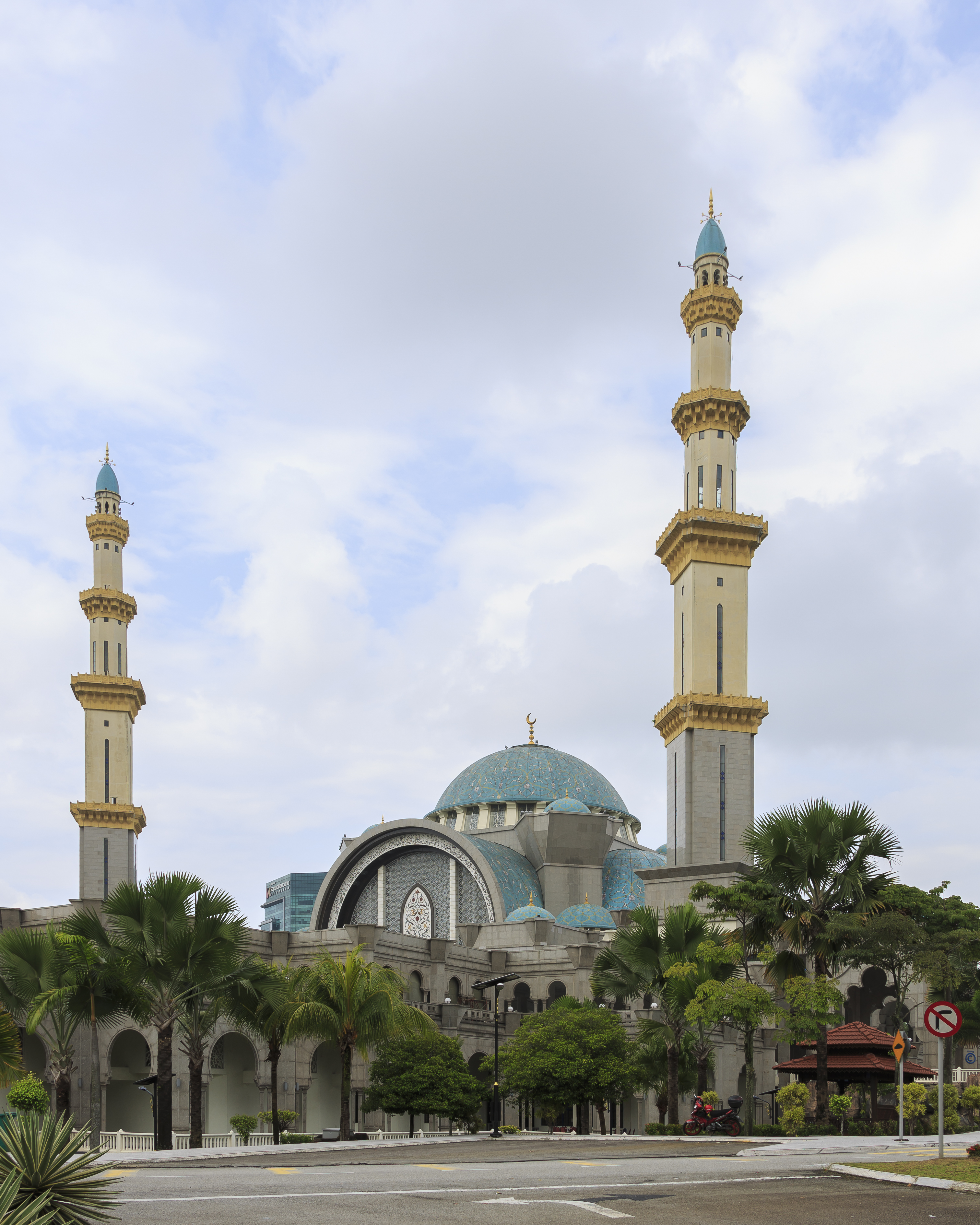
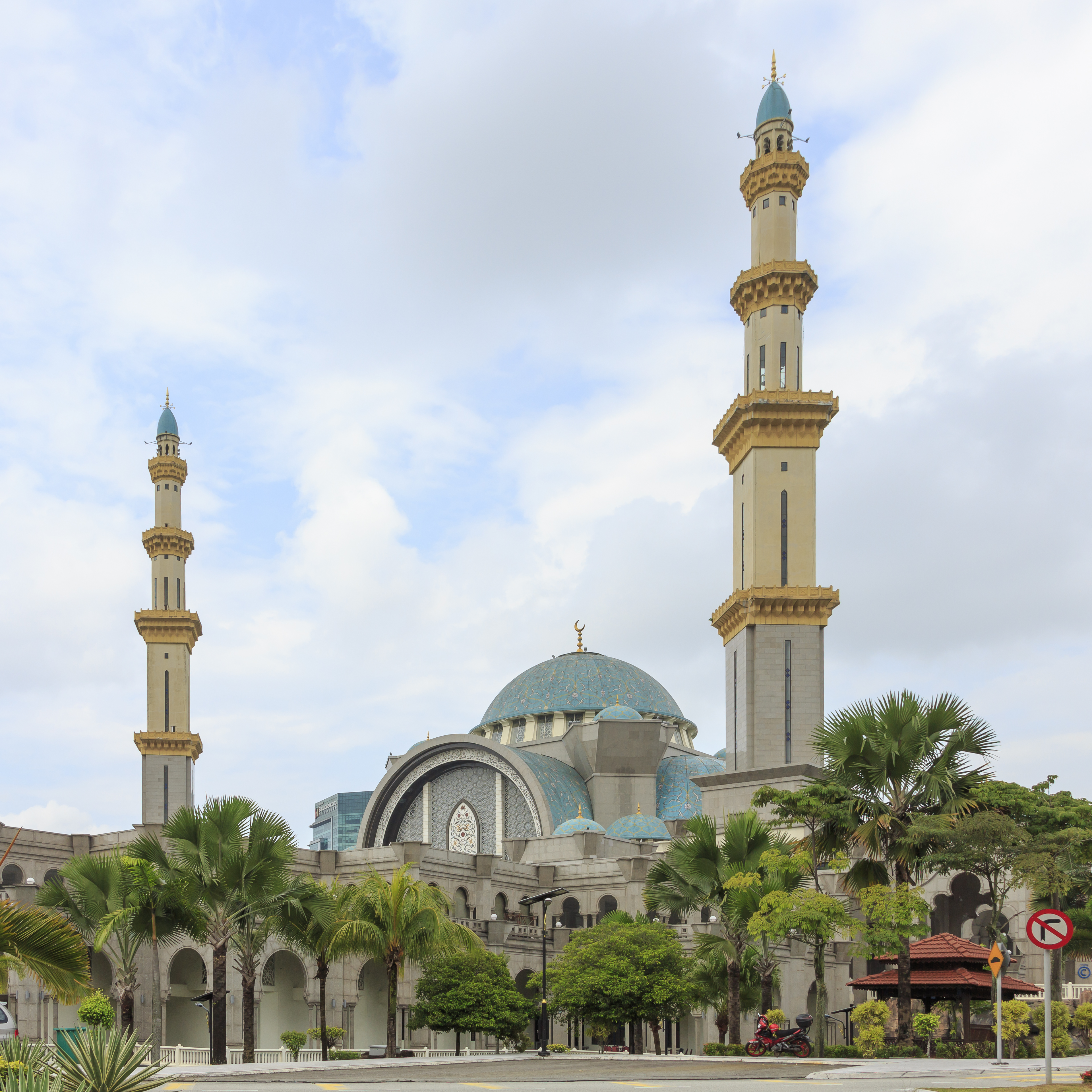
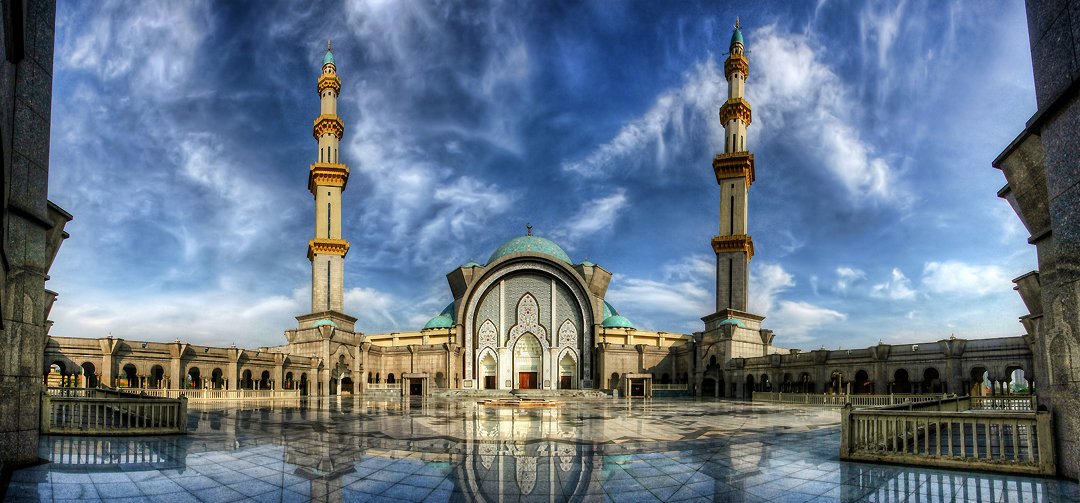
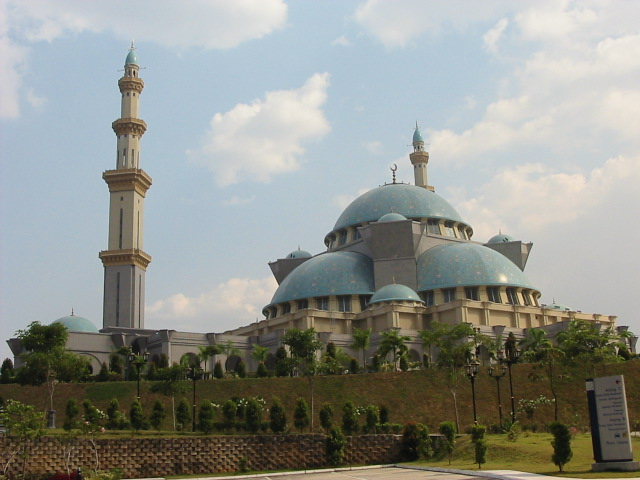